# La ruota (Enrico Ruggeri)
La ruota è un album di Enrico Ruggeri, pubblicato il 19 febbraio 2010 dall'etichetta discografica Universal.

## Il disco
Comprende inediti tra cui il brano La notte delle fate, presentato dal cantante al Festival di Sanremo 2010; è il primo disco, dopo 24 anni, nella cui copertina Ruggeri compare con i classici occhiali scuri. La musica d'introduzione del brano sanremese è identica a quella del videogioco della Motogp ed è stata usata il 21 marzo 2010 all'interno della trasmissione Grand Prix andata in onda su Italia 1 con Andrea De Adamich. Nell'altro singolo, Vivi, il cantautore parla della ruota, da cui il titolo dell'album, perché lui fa riferimento anche alla trasmissione La ruota della fortuna condotta da Mike Bongiorno.

## Tracce
CD (CD Universal 0602527335810 (UMG) / EAN 0602527335810)
1. La ruota – 0:45 (Enrico Ruggeri)
2. La notte delle fate – 3:41 (Enrico Ruggeri)
3. Vivi – 3:33 (Enrico Ruggeri, Luigi Schiavone)
4. L'attore – 3:49 (Enrico Ruggeri, Andrea Mirò)
5. Il mio onore – 4:22 (Enrico Ruggeri)
6. La ragazza del treno – 4:02 (Enrico Ruggeri)
7. Io conosco il rock 'n' roll – 4:19 (Enrico Ruggeri)
8. Padri e figli – 4:33 (Enrico Ruggeri, Fabrizio Palermo)
9. La mia religione – 3:55 (Enrico Ruggeri, Luigi Schiavone)
10. L'ordine naturale – 4:11 (Enrico Ruggeri)
11. Old Girlfriends – 3:28 (Enrico Ruggeri)
12. Vorrei – 2:52 (Enrico Ruggeri)

Durata totale: 43:30

## Formazione
- Enrico Ruggeri – voce
- Luigi Schiavone – chitarra acustica, cori, chitarra elettrica
- Andrea Mirò – chitarra elettrica, cori, percussioni
- Giovanni Boscariol – tastiera, pianoforte
- Fabrizio Palermo – basso, cori
- Marco Orsi – batteria

## Classifica FIMI[3]
| Posizione | 33 | 30 | 41 | 71 | 74 | - |